# Claude-Louis de Lesquen
Pour les articles homonymes, voir Lesquen.
Claude-Louis de Lesquen, né le 23 février 1770 au manoir du Bouillon à Trégon et mort le 17 juillet 1855 à Dinan, est un prélat français, évêque de Beauvais puis de Rennes.

## Biographie

### Origines et formation
Il est le fils de Charles-Yves de Lesquen, seigneur de Saint-Lormel, et de Françoise-Yvonne-Corentine de Lesquen.

### Soldat dans l'armée émigrée
Il fit ses études dans l'hôtel des Gentilshommes à Rennes, puis entra à l'école militaire. Il fut nommé sous-lieutenant le 27 novembre 1787.
La Révolution le contraint à émigrer. Le 15 janvier 1792, il rejoint l'armée des Princes à Worms où se trouve son frère Victor-Claude. Après la bataille de Valmy, il passe dans la 10e compagnie de l'armée du Prince de Condé. Le 13 août 1796, il est blessé au combat d'Oberkammlach. Il est fait lieutenant le 15 janvier 1797 et reçoit la croix de l'ordre de Saint-Louis le 15 septembre 1800. Il quitte finalement les armées émigrées pour se former à la prêtrise.

### Prêtre puis chanoine
En 1804, il reprend ses études afin d'entrer au séminaire de Saint-Brieuc. Il y est ordonné prêtre le 21 septembre 1805.
Vicaire de la paroisse Saint-Michel de Saint-Brieuc, il est nommé recteur de Pommeret le 1er décembre 1810.
En 1817, il est chanoine de la cathédrale de Saint-Brieuc, jusqu'en 1823.  

### Évêque de Beauvais (1823-1825)
Le 23 juillet de cette année, il est sacré évêque de Beauvais dans la chapelle du séminaire d'Issy. Le discours solennel d'installation dans la fonction est prononcé en août de la même année par Michel-Armand Clausel de Coussergues, qui est alors vicaire général de Beauvais. 

### Évêque de Rennes (1825-1841)
Le décret royal du 8 mai 1825 lui confie la succession de Charles Mannay à Rennes. « Extrêmement humble, il ne voulut point faire d'entrée solennelle dans la ville. »
En 1825, il contribue au déplacement du petit séminaire du diocèse dans les bâtiments de l'ancienne abbaye située à Saint-Méen-le-Grand. Il fonde, peu de temps après, la congrégation des prêtres de Saint-Méen, qui deviendra temporairement la congrégation de Saint-Pierre de 1828 à 1832, avant de redevenir la congrégation initiale,.
Après avoir soutenu la création de plusieurs institutions religieuses, il donne en 1828 des directives au clergé du diocèse à l'aide de son Ordonnance de Mgr de Lesquen, évêque de Rennes, pour régler la discipline de son diocèse, imprimé à Rennes. Cet imprimé de 260 pages incite particulièrement les recteurs à recenser l'histoire de l'église et tout ce qui est susceptible d'améliorer la qualité de leur service. 
C'est Claude-Louis de Lesquen qui est chargé de transmettre dans son diocèse les indications formulées par le pape Grégoire XVI dans l'encyclique Mirari vos publiée en 1832.
Il publie ensuite un Catéchisme à l'usage du diocèse en 1840.
Des raisons de santé, le contraignent à cesser son épiscopat et à se retirer en 1841 dans l'hôtel Lanjamet-Vaucouleurs à Dinan, avec ses sœurs Constance et Anne. C'est Godefroy Brossay-Saint-Marc, qui était son vicaire général depuis 1834, qui est nommé évêque à sa succession à partir de 1841, pour administrer le diocèse de Rennes.
En 1852, lors de l'inauguration du viaduc de Dinan le 13 septembre, il fait un discours depuis l'autel dressé au milieu de l'ouvrage.

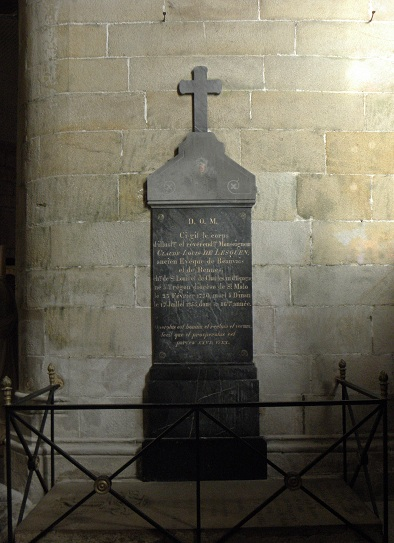
Tombe de Claude-Louis de Lesquen en l'église Saint-Malo de Dinan.

### Mort
Il meurt le 17 juillet 1855. À l'occasion de son décès, un éloge funèbre est prononcé par Armand-René Maupoint, alors vicaire général du diocèse de Rennes.  
Claude-Louis de Lesquen et est inhumé dans l'église de Saint-Malo de Dinan, sauf son cœur qui sera déposé dans une des chapelles la cathédrale de Rennes.

## Hommages

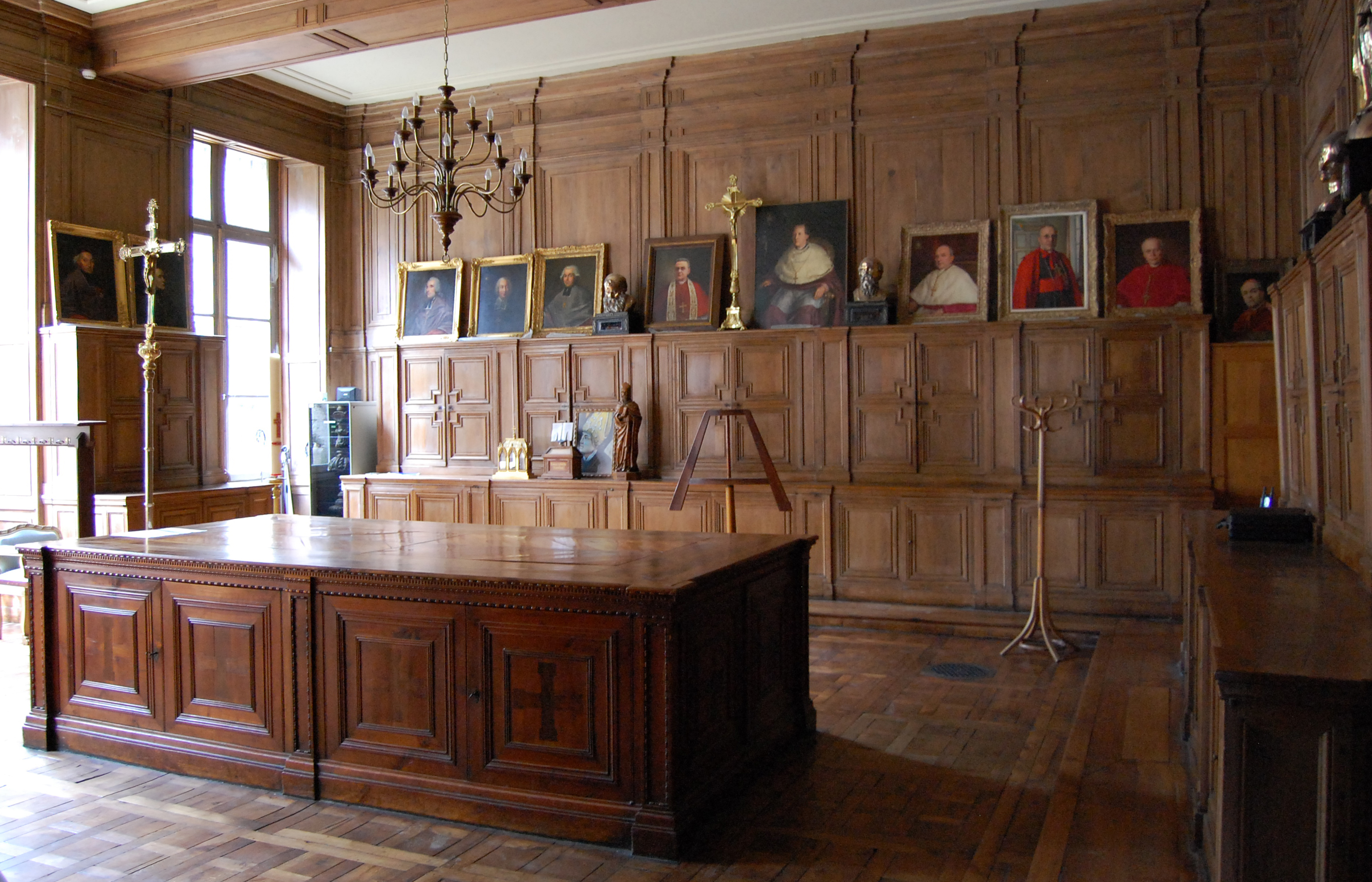
Galerie de portraits (cathédrale de Rennes).

Dans la cathédrale de Rennes, une plaque de marbre noir lui rend hommage. De plus, son portrait sur toile est exposé dans la sacristie de la cathédrale de Rennes. 
Une lithographie a été réalisée par la lithographie Oberthur en 1855, selon une publicité passée dans le Dinannais le 2 et le 9 septembre.

## Armes
| Blason | Blasonnement : De gueules à l'épervier d'argent la tête tournée, becqué et membré d'or, accompagné d'un croissant tourné en chef et de trois molettes deux et une, le tout d'argent. |

### Sources / bibliographie
- Patrick Delon, Monseigneur de Lesquen (1770-1855) au Bignon-Guy, 1998, p. 175-186.
- Amand-René Maupoint, Discours sur Mgr de Lesquen, ancien évêque de Rennes, Rennes, impr. de A. Marteville et Oberthur, 1855 (BNF 30910941).
- Michel Lagrée, Religion et modernité : France, XIXe – XXe siècles, Presses universitaires de Rennes, 2003 (lire en ligne), « Mandements de Carême à Rennes au XIXe siècle. Langage et histoire », p. 203-220.